# Koncipistreglen
Koncipistreglen (også kaldet uklarhedsreglen) er en aftaleretlig fortolkningsregel. Koncipistreglen anvendes til at fortolke såvel en mundtlig som en skriftlig aftale. Koncipistreglen har hjemmel i aftaleloven § 38 b, stk. 1.
Ifølge koncipistreglen skal en aftale fortolkes til fordel for forbrugeren, eller til fordel for den person, som ikke har udarbejdet aftalen hhv. kontrakten. Dermed skal kontraktens uklarheder eller tvetydigheder fortolkes til ugunst for den part, som har udarbejdet aftalen.
Domstole anvender koncipistreglen til at fortolke især standardkontrakter; her vælger domstolen den fortolkning af kontrakten, som er den mindst byrdefulde for den kontraktpart, der ikke har udformet kontraktens ordlyd.
Ved at anvende koncipistreglen opnås, at aftaler bliver udarbejdet mere omhyggeligt med færre uklarheder.
Koncipistreglen kommer af den romerrettens uklarhedsregel: In dubio contra stipulatorem, der er latin og betyder i tvivl (så) mod forfatteren.